# Erwin Voigt
Erwin Voigt (* 27. März 1864, Schwichtenberg; † 9. November 1945, Bad Harzburg) war ein deutscher Generalleutnant der Reichswehr.

## Leben
Erwin Carl Friedrich Voigt kam am 27. März 1864 als Sohn des evangelischen Pastors Christian Heinrich August Voigt (1815–1894) und Marie Lisette Luise Voigt, (geborene Sohst, 1827–1914) zur Welt. Er heiratete 1893 Margarete Koerber und hatte mit ihr fünf Kinder. Voigt schlug eine Offizierslaufbahn in der Preußischen Armee ein und avancierte mit Patent vom 13. September 1884 zum Sekondeleutnant. Im weiteren Verlauf seiner Militärkarriere wurde er während des Ersten Weltkriegs kurz von Mitte September 1914 bis Ende Oktober 1914 Kommandeur des Infanterie-Regiments 70. Mit Patent vom 15. Februar 1915 zum Oberstleutnant befördert, war er ab 16. April 1915 Kommandeur des 2. Unter-Elsässischen Infanterie-Regiments Nr. 137. Von Oktober bis Dezember 1918 folgte eine Verwendung als Kommandeur der 80. Infanterie-Brigade und nach Kriegsende seine Rückversetzung in das 2. Unter-Elsässische Infanterie-Regiment Nr. 137.
1919 wurde Voigt in die vorläufige Reichswehr übernommen und wurde als Oberst im Übergangsheer Kommandeur des Reichswehr-Schützen-Regiment 2. Er war vom 1. Oktober 1920 bis zum 3. August 1921 erster Kommandeur des Infanterie-Regiments 2, welches aus dem Reichswehr-Schützen-Regiment 2 gebildet wurde. Anschließend war Voigt als Generalmajor Infanterieführer VI und wurde Ende September 1923 unter Verleihung des Charakters als Generalleutnant aus dem Militärdienst verabschiedet.
Erwin Voigt verstarb am 9. November 1945 in Bad Harzburg.

## Werke (Auswahl)
- 2. Unter-Elsässisches Infanterie-Regiment Nr. 137. Bernard & Graefe, Berlin 1934 (= Deutsche Tat im Weltkrieg 1914/18, Band 33). OCLC 1069185111
- Die Tradition des deutschen Heeres. Ehem. 2. Unter-Elsäss. Inf.-Regt Nr. 137. Kyffhäuser-Verlag, Berlin 1938. OCLC 718972007